# Pentatomoide
Pentatomoidele (Pentatomoidea) este o suprafamilie de insecte din ordinul hemipterelor. Au corpul puternic sclerotizat;  antenele de obicei cu 5 segmente (mai rar cu 4, rareori cu 3); pronotul de obicei cu 6 laturi, mezoscutelul mare, ajungând cel puțin la mijlocul abdomenului și uneori acoperă abdomenul întreg; picioarele cu 2 sau 3 segmente tarsale; ghearele cu pulvili; membrana hemielitrelor întotdeauna cu nervuri. Multe specii răspândesc un miros neplăcut, produs de o glandă mirositoare, care se deschide pe metatorace, aproape de baza picioarelor posterioare. Sunt insecte terestre, majoritatea fitofage, câteva micetofage sau secundar prădătoare. Pentatomoidele sunt foarte importante, cuprinzând multe specii dăunătoare plantelor cultivate.

## Sistematica
Suprafamilia pentatomoidelor cuprinde circa 7000 specii, repartizate în următoarele 16  familii:
- Acanthosomatidae
- Canopidae
- Cydnidae
- Dinidoridae
- Lestoniidae
- Megarididae
- Parastrachiidae
- Pentatomidae
- Phloeidae
- Plataspididae
- Scutelleridae
- Tessaratomidae
- Thaumastellidae
- Thyreocoridae
- Urostylidae
- †Primipentatomidae

## Legături externe
Materiale media legate de Pentatomoide la Wikimedia Commons